# Face of aids film archive
Face of AIDS Film Archive är ett filmarkiv som är stiftat och drivet av Karolinska Institutet. Arkivet innehåller upp till 700 timmar dokumenterat filmmaterial rörande den globala aidsepidemin. Arkivet finns hos Karolinska Institutets universitetsbibliotek i Stockholm. I över 30 år har den svenska regissören och journalisten Staffan Hildebrand dokumenterat vilken inverkan hiv och aids har haft världen över. Karolinska Institutet har i samarbete med Hildebrand ämnat att göra en unik filmkollektion som är tillgänglig online. Materialet är samlat från hela världen och är uppdelat i upp till 2000 olika videoklipp. Arkivet innehåller både dokumentärer i sin helhet samt oredigerat råmaterial. Hildebrand har intervjuat, dokumenterat och filmat allt från forskare till aidsaktivister, drog(miss)brukare, sexarbetare m.fl. I filmerna får vi ta del av dokumentation från forskningsplatser, konferenser, sjukhus samt gator. Tillsammans utgör de en utspridd likväl som unik skildring av en global epidemi.
Under de 30 åren har Hildebrand jobbat i upp till 10 olika format och 2013 digitaliserades samtliga – för att senare samma år givas till Karolinska Institutet. Det har gjorts ett urval av vilket material som är tillgängligt för allmänheten. Resterande är enbart tillgängligt för forskare, lärare och studenter (anslutna till högre utbildning). Allt material finns online, men vad som är åtkomligt skiljer sig åt beroende på användare.

## Arkivets historia och utveckling
I de olika filmmaterialen som finns på arkivets hemsida finner vi intervjuer och berättelser om aids och hiv samt dess inverkan på människors liv. Filmarkivet bildades 1987 då Hans Wigzell (som 1995 installerades som rektor vid Karolinska Institutet) gav Staffan Hildebrand möjligheten att skapa en öppningsfilm för den fjärde internationella konferensen som skulle hållas i Stockholm 1988. Filmen hade som syfte att dokumentera hiv:s globala spridning och dess effekter på relevanta samhället. Tanken med denna film var att den skulle utgöra startskottet för ett projekt om ett framtida filmarkiv med fokus på aids och hiv. Hildebrand huvudsakliga uppgift var att erbjuda dokumentärer samt intervjuer om HIV och sålunda sprida kunskapen vidare till allmänheten. Hildebrand har sedan dess regisserat filmer för femtio konferenser med sjuhundra timmars råmaterial från mer än fyrtio länder. I råmaterialen och dokumentärer har Hildebrand intervjuat forskare, aktivister, sexarbetare, drogmissbrukare samt människor som har drabbats av aids och människor med erfarenheter av aids och hiv. Som namnet på arkivet antyder så har arkivet som syfte att förmedla den sanna sidan av aids och således sprida kunskapen vidare.

## Arkivets kategorier
Arkivet är indelat i fyra kategorier: Treatment and Care; Personal Stories; Science/Research; Activism & NGO:s. I kategorin Treatment and Care finns intervjuer om behandlingen och vården av hiv- och aidspatienter. Personal Stories erbjuder fördjupade intervjuer med människor som arbetar med hiv och aids eller som har erfarenheter av båda. Personerna i intervjuerna reflekterar över sina funderingar och erfarenheter av aids och hiv. Science/Research innehåller vetenskapliga föreläsningar, labb-besök, samt intervjuer med forskare om deras forskning om hiv samt aids. Activism & NGO:s täcker intervjuer och rapporter om olika rörelser samt personer som försökt påverka de politiska besluten som fattats om aidsepidemin. Här återfinns också information om event som har som syfte att uppmuntra aidsoffren. ("The origins of the Face of AIDS Film Archive" & "How the archive is organized")
2013 digitaliserades allt av Hildebrands material, varefter arkivet lämnades över till det Karolinska Institutet.

## Arkivet och behörighet
Då arkivet innehåller en del privata och känsliga historier, av de som blivit intervjuade, har The Face of AIDS Film Archive valt att dela in materialet i tre grupper av behörighet:
Nivå 1: är det som allmänheten får tillgång till genom arkivets webbplats. För att se filmerna som gjorts tillgängliga på dess hemsida, för allmänheten, behövs det ingen login eller registrering. Har det beslutats att filmerna i fråga innehåller känsliga privata historier, har personernas ansikten täckts över.
Nivå 2: är det som betrodda användare ges tillgång till. Detta inräknar forskare, lärare och studenter, som skriver en uppsats om hiv/aids. För att få denna tillgång gör man en ansökan genom Face of aids hemsida. Efter att institutet har godkänt ens ansökan, får man tillgång till hela arkivet, bortsett från känsliga privata data om de som blivit intervjuade. Dessutom kan man inte komma åt filmmaterial, som innehåller känsliga fakta.
Nivå 3: är där betrodda användare får tillgång till hela arkivet. Av sekretesskäl, innebär detta att användaren måste åka till det Karolinska Institutets bibliotek i Solna, för att kunna ta del av arkivet. För detta syfte får man gå in i ett speciellt visningsrum, för att se på filmmaterialet. Användare måste också skriva på särskilda dokument, vilka berör sekretess om innehållet i arkivet.